# Вимблдон 2011.
Вимблдон 2011 се играо на отвореним теренима на трави у Вимблдону, у Лондону, у Уједињеном Краљевству од понедјељка, 20. јуна до недјеље, 3. јула 2011. Била је то 125. едиција Вимблдона, и трећи Гренд слем турнир у 2011.

## Носиоци

### Мушкарци појединачно
| Нос. | Поз. | Играч                 | Бодова | Брани бодова | Освојено бодова | Нови бодови | Статус                                            |
| ---- | ---- | --------------------- | ------ | ------------ | --------------- | ----------- | ------------------------------------------------- |
| 1    | 1    | Рафаел Надал          | 12070  | 2000         | 1200            | 11270       | Финалиста, изгубио од Новака Ђоковића [2]         |
| 2    | 2    | Новак Ђоковић         | 12005  | 720          | 2000            | 13285       | Победник, победио Рафаела Надала [1]              |
| 3    | 3    | Роџер Федерер         | 9230   | 360          | 360             | 9230        | Изгубио од Жо-Вилфрида Цонге [12] у четвртфиналу  |
| 4    | 4    | Енди Мари             | 6855   | 720          | 720             | 6855        | Изгубио од Рафаела Надала [1] у полуфиналу        |
| 5    | 5    | Робин Седерлинг       | 4595   | 360          | 90              | 4325        | Изгубио од Бернарда Томића (Q) у 3. колу          |
| 6    | 7    | Томаш Бердих          | 3490   | 1200         | 180             | 2470        | Изгубио од Мардија Фиша [10] у 4. колу            |
| 7    | 6    | Давид Ферер           | 4150   | 180          | 180             | 4150        | Изгубио од Жо-Вилфрида Цонге [12] у 4. колу       |
| 8    | 10   | Енди Родик            | 2200   | 180          | 90              | 2110        | Изгубио од Фелисијана Лопеза у 3. колу            |
| 9    | 8    | Гаел Монфис           | 2780   | 90           | 90              | 2780        | Изгубио од Лукаша Кубота (Q) у 3. колу            |
| 10   | 9    | Марди Фиш             | 2335   | 45           | 360             | 2650        | Изгубио од Рафаела Надала [1] у чевртфиналу       |
| 11   | 11   | Јирген Мелцер         | 2175   | 180          | 90              | 2085        | Изгубио од Гзавје Малиса у 3. колу                |
| 12   | 19   | Жо-Вилфрид Цонга      | 1585   | 360          | 720             | 1945        | Изгубио од Новака Ђоковића [2] у полуфиналу       |
| 13   | 12   | Виктор Троицки        | 1930   | 45           | 45              | 1930        | Изгубио од Јен Хсун-Луа у 2. колу                 |
| 14   | 14   | Станислас Вавринка    | 1900   | 10           | 45              | 1935        | Изгубио од Симонеа Болелија (LL) у 2. колу        |
| 15   | 16   | Жил Симон             | 1745   | 90           | 90              | 1745        | Изгубио од Хуана Мартина дел Потра [24] у 3. колу |
| 16   | 15   | Николас Алмагро       | 1875   | 10           | 90              | 1955        | Изгубио од Михаила Јужног [18] у 3. колу          |
| 17   | 13   | Ришар Гаске           | 1925   | 0            | 180             | 2105        | Изгубио од Ендија Марија [4] у 4. колу            |
| 18   | 17   | Михаил Јужни          | 1740   | 45           | 180             | 1875        | Изгубио од Роџера Федерера [3] у 4. колу          |
| 19   | 35   | Микаел Љодра          | 1195   | 45           | 180             | 1330        | Изгубио од Новака Ђоковића [2] у 4. колу          |
| 20   | 18   | Флоријан Мајер        | 1600   | 90           | 45              | 1555        | Изгубио од Гзавје Малиса у 2. колу                |
| 21   | 23   | Фернандо Вердаско     | 1425   | 10           | 45              | 1460        | Изгубио од Робина Хасеа у 2. колу                 |
| 22   | 21   | Александар Долгополов | 1405   | 45           | 10              | 1370        | Изгубио од Фернанда Гонзалеза (PR) у 1. колу      |
| 23   | 29   | Јанко Типсаревић      | 1305   | 10           | 10              | 1305        | Изгубио од Иве Карловића у 1. колу                |
| 24   | 22   | Хуан Мартин дел Потро | 1445   | 0            | 180             | 1625        | Изгубио од Рафаела Надала [1] у 4. колу           |
| 25   | 20   | Хуан Игнасио Чела     | 1475   | 10           | 45              | 1505        | Изгубио од Алекса Богомолова у 2. колу            |
| 26   | 31   | Гиљермо Гарсија-Лопез | 1120   | 10           | 45              | 1155        | Изгубио од Карола Бека (Q) у 2. колу              |
| 27   | 26   | Марин Чилић           | 1345   | 10           | 10              | 1345        | Изгубио од Ивана Љубичића у 1. колу               |
| 28   | 24   | Давид Налбандијан     | 1425   | 0            | 90              | 1515        | Изгубио од Роџера Федерера [3] у 3. колу          |
| 29   | 27   | Николај Давиденко     | 1330   | 45           | 10              | 1295        | Изгубио од Бернарда Томића (Q) у 1. колу          |
| 30   | 28   | Tомаз Белучи          | 1305   | 90           | 10              | 1225        | Изгубио од Рајнера Шитлера у 1. колу              |
| 31   | 25   | Милош Раонић          | 1354   | 0            | 45              | 1399        | Изгубио од Жила Милера (WC) у 2. колу             |
| 32   | 30   | Маркос Багдатис       | 1295   | 10           | 90              | 1375        | Изгубио од Новака Ђоковића [2] у 3. колу          |

### Жене појединачно
| Нос. | Поз. | Играчица                | Бодова | Брани бодова | Освојено бодова | Нови бодови | Статус                                            |
| ---- | ---- | ----------------------- | ------ | ------------ | --------------- | ----------- | ------------------------------------------------- |
| 1    | 1    | Каролина Возњацки       | 9915   | 280          | 280             | 9915        | Изгубила од Доминике Цибулкове [24] у 4. колу     |
| 2    | 3    | Вера Звонарјова         | 7935   | 1400         | 160             | 6695        | Изгубила од Цветане Пиронкове [32] у 3. колу      |
| 3    | 4    | На Ли                   | 6255   | 500          | 100             | 5855        | Изгубила од Сабине Лисицки (WC) у 2. колу         |
| 4    | 5    | Викторија Азаренка      | 5725   | 160          | 900             | 6465        | Изгубила од Петре Квитове [8] у полуфиналу        |
| 5    | 6    | Марија Шарапова         | 5021   | 280          | 1400            | 6141        | Изгубила од Петре Квитове [8] у финалу            |
| 6    | 7    | Франческа Скјавоне      | 4705   | 5            | 160             | 4860        | Изгубила од Тамире Пасек у 3. колу                |
| 7    | 25   | Серена Вилијамс         | 2060   | 2000         | 280             | 340         | Изгубила од Марион Бартоли [9] у 4. колу          |
| 8    | 8    | Петра Квитова           | 4337   | 900          | 2000            | 5437        | Победница, победила Марију Шарапову [5] у финалу  |
| 9    | 9    | Марион Бартоли          | 4010   | 280          | 500             | 4230        | Изгубила од Сабине Лисицки (WC) у четвртфиналу    |
| 10   | 10   | Саманта Стосур          | 3405   | 5            | 5               | 3405        | Изгубила од Мелинде Цинк (PR) у 1. колу           |
| 11   | 13   | Андреа Петковић         | 3150   | 5            | 160             | 3305        | Изгубила од Ксеније Первак у 3. колу              |
| 12   | 12   | Светлана Кузњецова      | 3160   | 100          | 160             | 3220        | Изгубила од Јанине Викмајер [19] у 3. колу        |
| 13   | 11   | Агњешка Радвањска       | 3175   | 280          | 100             | 2995        | Изгубила од Петре Четковаске у 2. колу            |
| 14   | 14   | Анастасија Пављученкова | 3055   | 160          | 100             | 2995        | Изгубила од Нађе Петрове у 2. колу                |
| 15   | 15   | Јелена Јанковић         | 3050   | 280          | 5               | 2775        | Изгубила од Марије Хосе Мартинез Санчез у 1. колу |
| 16   | 16   | Јулија Гергес           | 2560   | 5            | 160             | 2715        | Изгубила од Доминике Цибулкове [24] у 3. колу     |
| 17   | 17   | Каја Канепи             | 2466   | 500          | 5               | 1971        | Изгубила од Саре Ерани у 1. колу                  |
| 18   | 18   | Ана Ивановић            | 2400   | 5            | 160             | 2555        | Изгубила од Петре Четковске у 3. колу             |
| 19   | 19   | Јанина Викмајер         | 2350   | 160          | 280             | 2470        | Изгубила од Петре Квитове [8] у 4. колу           |
| 20   | 20   | Пенг Шуај               | 2300   | 0            | 280             | 2580        | Изгубила од Марије Шарапове [5] у 4. колу         |
| 21   | 21   | Флавија Пенета          | 2220   | 160          | 160             | 2220        | Изгубила од Марион Бартоли [9] у 3. колу          |
| 22   | 22   | Шахар Пер               | 2170   | 100          | 5               | 2075        | Изгубила од Ксеније Первак у 1. колу              |
| 23   | 30   | Винус Вилијамс          | 1680   | 500          | 280             | 1460        | Изгубила од Цветане Пиронкове [32] у 4. колу      |
| 24   | 24   | Доминика Цибулкова      | 2115   | 160          | 500             | 2455        | Изгубила од Марије Шарапове [5] у четвртфиналу    |
| 25   | 23   | Данијела Хантухова      | 2135   | 100          | 160             | 2195        | Изгубила од Викторије Азаренке [4] у 3. колу      |
| 26   | 27   | Марија Кириленко        | 1985   | 160          | 160             | 1985        | Изгубила од Серене Вилијамс [7] у 3. колу         |
| 27   | 28   | Јармила Гајдошова       | 1940   | 280          | 160             | 1820        | Изгубила од Каролине Возњацки [1] у 3. колу       |
| 28   | 38   | Јекатерина Макарова     | 1381   | 100          | 5               | 1286        | Изгубила од Кристине МекХејл у 1. колу            |
| 29   | 29   | Роберта Винчи           | 1925   | 100          | 160             | 1985        | Изгубила од Петре Квитове [8] у 3. колу           |
| 30   | 31   | Бетани Матек Сандс      | 1643   | 5            | 5               | 1643        | Изгубила од Мисаки Дои (Q) у 1. колу              |
| 31   | 32   | Луци Сафарова           | 1585   | 5            | 100             | 1680        | Изгубила од Кларе Закопалове у 2. колу            |
| 32   | 33   | Цветана Пиронкова       | 1551   | 900          | 500             | 1151        | Изгубила од Петре Квитове [8] у четвртфиналу      |

## Такмичарске конкуренције

### Мушкарци појединачно
Новак Ђоковић је победио  Рафаела Надала, 6–4, 6–1, 1–6, 6–3
- Ово је Ђоковићу била осма титула у 2011-ој години и 26 у каријери. Такође, ово му је био други освојени Гренд слем турнир у години и трећи у каријери.

### Жене појединачно
Петра Квитова је победила  Марију Шарапову, 6–3, 6–4
- Ово је Квитовој била четврта титула у 2011-ој години и пета у каријери.

### Мушки парови
Боб Брајан /  Мајк Брајан су победили  Роберта Линдшдета /  Хориу Течау, 6–3, 6–4, 7–6(7–2)

### Женски парови
Квета Пешке /  Катарина Среботник су победиле  Сабину Лисицки /  Саманту Стосур, 6–3, 6–1

### Мешовити парови
Јирген Мелцер /  Ивета Бенешова су победиле  Махеша Бупатија /  Јелену Веснину, 6–3, 6–2

## Специјалне позивнице
| 1. Арно Клеман 2. Данијел Кокс 3. Данијел Еванс 4. Aлехандро Фаља 5. Жил Милер 6. Дуди Села 7. Џејмс Вард | 1. Наоми Броди 2. Елени Данилиду 3. Сабина Лисицки 4. Кејти Обрајан 5. Лаура Робсон 6. Хедер Вотсон 7. Eмили Вебли-Смит |

| 1. Данијел Кокс / Џејмс Вард 2. Џејми Делгадо / Џонатан Мари 3. Крус Итон / Џошуа Гудал 4. Колин Флеминг / Рос Хачинс 5. Лејтон Хјуит / Петер Лучак | 1. Сара Борвел / Мелани Саут 2. Наоми Броди / Eмили Вебли-Смит 3. Ен Кеотавонг / Лаура Робсон 4. Жокелин Рае / Хедер Вотсон |

### Мешовити парови
1. Џејми Делгадо /  Мелани Саут
2. Колин Флеминг /  Жокелин Рае
3. Рос Хачинс /  Хедер Вотсон
4. Џонатан Мари /  Ен Кеотавонг
5. Кен Скупски /  Елена Балтача

## Квалификанти
| 1. Андреас Бек 2. Карол Бек 3. Рубен Бемелманс 4. Флавио Чипола 5. Франк Данчевић 6. Кени де Шипер 7. Рик де Вест 8. Мартин Фишер 9. Лукаш Кубот 10. Лукаш Лацко 11. Маринко Матошевић 12. Конор Ниланд 13. Едуард Роже-Васлен 14. Игор Сијслинг 15. Седрик-Мастел Стебе 16. Бернард Томић Следећи играчи су на турнир ушли као срећни губитници (lucky loser): 1. Симоне Болели 2. Марк Жикел 3. Рајан Харисон 4. Го Соеда 5. Грега Жемља | 1. Мона Бартел 2. Каи-чен Чанг 3. Виталиа Дјатченко 4. Мисаки Дои 5. Марина Ераковић 6. Ирина Фалкони 7. Камила Ђорђи 8. Алекса Глач 9. Кристина Плишкова 10. Тамарин Танасугарн 11. Лесја Цуренко 12. Александра Вознијак Следеће играчице су на турнир ушле као срећне губитнице (lucky loser): 1. Стефани Дубоа 2. Стефани Форе Гакон |

| 1. Карол Бек / Давид Шкоч 2. Рајан Харисон / Тревис Ретенмајер 3. Трет Конрад Хуеј / Изак ван дер Мерве 4. Давид Рајс / Шон Торнли Следећи играчи су на турнир ушли као срећни губитници (lucky loser): 1. Флавио Чипола / Паоло Лоренци 2. Леош Фридл / Давид Мартин 3. Лукаш Лацко / Лукаш Росол 4. Алесандро Моти / Стефан Роберт 5. Санчаи Ративатана / Сончат Ративатана | 1. Шуко Аојама / Рика Фуџивара 2. Весна Долонц / Каталин Мароси 3. Линдзи Ли-Вотерс / Меган Мултон-Леви 4. Уршула Радвањска / Арина Родионова Следеће играчице су на турнир ушле као срећне губитнице (lucky loser): 1. Марина Ераковић / Тамарина Танасугарн 2. Софи Лефевр / Евгенија Родина 3. Нопаван Летчевакарн / Џесика Мур |

## Расподела бодова
| Пласман                  | Мушкарци појединачно | Мушки парови | Жене појединачно | Женски парови |
| ------------------------ | -------------------- | ------------ | ---------------- | ------------- |
| Победа                   | 2000                 | 2000         | 2000             | 2000          |
| Финале                   | 1200                 | 1200         | 1400             | 1400          |
| Полуфинале               | 720                  | 720          | 900              | 900           |
| Четвртфинале             | 360                  | 360          | 500              | 500           |
| Осмина финала            | 180                  | 180          | 280              | 280           |
| Треће коло               | 90                   | 90           | 160              | 160           |
| Друго коло               | 45                   | 0            | 100              | 5             |
| Прво коло                | 10                   | –            | 5                | –             |
| Квалификант              | 25                   | –            | 60               | –             |
| Треће коло квалификација | 16                   | –            | 50               | –             |
| Друго коло квалификација | 8                    | –            | 40               | –             |
| Прво коло квалификација  | 0                    | –            | 2                | –             |

## Новчане награде
| - Победа: 1.100.000£ - Финале: 550.000£ - Полуфинале: 275.000£ - Четвртфинале: 137.500£ - Осмина финала: 68.750£ - Треће коло: 34.375£ - Друго коло: 20.125£ - Прво коло: 11.500£ | - Победа: 250.000£ - Финале: 125.000£ - Полуфинале: 62.500£ - Четвртфинале: 31.250£ - Осмина финала: 16.000£ - Друго коло: 9.000£ - Прво коло: 5.250£ | - Победа: 92.000£ - Финале: 46.000£ - Полуфинале: 23.000£ - Четвртфинале: 10.500£ - Осмина финала: 5.200£ - Друго коло: 2.600£ - Прво коло: 1.300£ |